# Liste der Baudenkmäler in Fürth-Ritzmannshof
In der Liste der Baudenkmäler in Ritzmannshof sind die Baudenkmäler im Fürther Ortsteil Ritzmannshof aufgelistet. Zu diesen Baudenkmälern gibt es auch eine Bildersammlung.
Diese Liste ist eine Teilliste der Liste der Baudenkmäler in Fürth. Grundlage der Liste ist die Bayerische Denkmalliste, die auf Basis des bayerischen Denkmalschutzgesetzes vom 1. Oktober 1973 erstmals erstellt wurde und seither durch das Bayerische Landesamt für Denkmalpflege geführt und aktualisiert wird. Die folgenden Angaben ersetzen nicht die rechtsverbindliche Auskunft der Denkmalschutzbehörde.

## Baudenkmäler nach Straßen
| Lage                               | Objekt          | Beschreibung | Akten-Nr.                | Bild            |
| ---------------------------------- | --------------- | --- | ------------------------ | --------------- |
| Ritzmannshofer Straße 1 (Standort) | Ehemalige Mühle | Bauernhof; ehemalige Gastwirtschaft mit ehemaliger Mühle, jetzt Wohnhaus, zweigeschossiger, traufseitiger und verputzter Sandsteinquaderbau mit verputzten Fachwerkgiebeln mit Aufzugsdächlein und Zwerchgiebel, südlich anschließend Mühlentrakt, erdgeschossiger, verputzter Sandsteinquaderbau mit Satteldach, Mühlentrakt 1650, Wohnhausteil zweite Hälfte 17. Jahrhundert, Erneuerung und Umbau 1868 und 1920; ehemaliger Stall, erdgeschossiger traufseitiger Sandsteinquaderbau mit Satteldach, bez. 1868; ehem. Scheune, erdgeschossiger giebelständiger Satteldachbau in Fachwerk und Sandstein mit verschaltem Fachwerkgiebel, 1868. | D-5-63-000-1540 Wikidata | Ehemalige Mühle |
| Ritzmannshofer Straße 4 (Standort) | Wohnstallhaus   | Erdgeschossiger, verputzter Fachwerk- und Sandsteinquaderbau mit Steilsatteldach, 18./19. Jahrhundert. | D-5-63-000-1541 Wikidata | BW              |